# Fédération étudiante de l'Université de Sherbrooke
La Fédération étudiante de l'Université de Sherbrooke (FEUS) a pour but de défendre les intérêts des personnes étudiantes de premier cycle de l’Université de Sherbrooke. Fondée en octobre 1955, elle regroupe plus de 15 000 personnes étudiantes de premier cycle au travers de 12 associations facultaires. Il s'agit de la plus ancienne association étudiante de ligne directe en existence au Québec.
La FEUS est un des groupes de pression les plus importants dans la région de l’Estrie. Ses actions tentent de s'inscrire dans une perspective de développement durable avec entre autres la tenue de la semaine Campus sans voiture et son engagement dans l’obtention de l’accès universel au transport en commun de la Société de transport de Sherbrooke pour les étudiants,.

## Objectifs
La FEUS promeut les revendications de ses membres afin de favoriser un enseignement accessible et de qualité auprès de l'administration de l'Université de Sherbrooke, mais également sur les scènes municipale, régionale et nationale.

## Activités
La FEUS organise plusieurs activités tout au long de l’année pour les étudiants de l’Université de Sherbrooke, dont le Carnaval FEUS, le Spectacle de la rentrée ou en participant chaque année au Défi têtes rasées.

## Enjeux
La FEUS a été active lors du mouvement de grève étudiante de 2005, avec plus des deux tiers des étudiantes et étudiants qu’elle représentait se mobilisant contre les changements au système des prêts et  bourses québécois.
En 2012, plusieurs associations membres de la FEUS participent au mouvement de grève étudiante qui balaie la province de Québec,. La FEUS les appuie de diverses façons. Elle s'est alors déclarée en opposition à la hausse des frais de scolarité annoncée par le gouvernement Jean Charest.
À la rentrée scolaire 2013, la FEUS a été aux prises avec la Société de transport de Sherbrooke (STS) quant à une directive émise par cette dernière concernant les étudiantes et étudiants en état d’ébriété aux arrêts d’autobus. La STS souhaitait permettre à ses chauffeurs de ne plus s'arrêter aux arrêts où se tenaient des attroupements d'étudiants possiblement en état d'ébriété, une directive jugée discriminatoire et augmentant le risque de conduite avec facultés affaiblies des étudiants par la FEUS. La pression médiatique sur l’enjeu a forcé les élus de Sherbrooke à intervenir dans le débat. La FEUS a également reçu le support de l’association étudiante de l’Université Bishop's sur cet enjeu. L’enjeu a pris une ampleur nationale, avec notamment le chroniqueur Matt Gurney du National Post prenant parti pour les étudiants. Sous la pression étudiante, la STS a finalement levé sa directive, le 27 septembre 2013,. La FEUS a bien reçu ce geste de la STS.
La FEUS a pris part au débat sur la Charte des valeurs, le projet de loi sur la laïcité du gouvernement Marois. La FEUS s'est opposée au projet de loi, lui préférant une laïcité ouverte. La FEUS a également défendu cette position à la FEUQ, sans réel succès.
Lors des élections fédérales canadiennes de 2015, la FEUS n'a pas réussi à faire reconnaître l'Université de Sherbrooke comme bureau de vote dans un projet pilote d'Élections Canada, malgré l'appui du Regroupement des étudiantes et étudiants de maîtrise, de diplôme et de doctorat de l’Université de Sherbrooke (REMDUS) et du directeur de scrutin dans la circonscription de Sherbrooke. Elle a dénoncé ce manque d'ouverture vu la force concentration étudiante de la Ville de Sherbrooke.
En novembre 2015, la FEUS a participé à une sortie conjointe pour dénoncer les coupes du gouvernement Couillard dans le financement des universités avec le rectorat de l'Université de Sherbrooke, ses syndicats professionnels et l'autre association étudiante de campus, le REMDUS,. Il s'agit de la première sortie conjointe entre étudiants, travailleurs et administration dans une université québécoise contre ces compressions budgétaires.

## Réalisations
Depuis 2009, une coopérative étudiante formée à la suite d'une entente et d'un dégagement de 100 000 $ par la FEUS assure l'ensemble des services d'alimentation sur le campus central de l'université. Cette coopérative, appelée Café CAUS remplace Chartwells qui était alors jusque-là responsable de ces services. Cette coopérative a été fondée notamment à la suite des comparutions de trois élèves devant le comité de discipline en 2007 protestant contre le monopole de Chartwells.
La FEUS a été l'une des associations instigatrices d'une campagne provinciale québécoise pour lutter contre la violence à caractère sexuel dans les universités, intitulée «Sans oui, c'est non!». L'Université de Sherbrooke a lancé sa campagne locale correspondante à la suite des demandes étudiantes.
À l'été 2023, le comité organisateur de la levée de fonds pour LEUCAN, a amassé plus de 15 000$, soit leur objectif initial.

## Anciens notables
Plusieurs personnalités importantes de la société québécoise ont fait leurs débuts à la FEUS ou dans l'un de ses ancêtres corporatifs.
- Association générale des étudiants de l’Université de Sherbrooke (AGEUS)
  - Robert Malaouin, Président 1955-56 (Premier à avoir occupé le poste), est par la suite devenu député libéral provincial dans Drummond de 1973 à 1976[29].
  - Jean Melanson, Vice-président 1955-56, a par la suite occupé divers postes à l'Université de Sherbrooke dont celui de doyen de la Faculté de droit de 1972 à 1979[30].
  - Albert Gobeil, Président 1957-58, a été le premier à occuper la fonction de juge en chef de la Cour du Québec, entre 1988 et 1996[31].
  - Raynald Fréchette, Président 1960-61, a servi comme député provincial et a dirigé divers ministères sous les gouvernements Lévesque et Johnson[32].
- Association fédérative des étudiants de l’Université de Sherbrooke (AFEUS)
  - Daniel Turp, Président 1975-1976[33], est devenu député péquiste provincial de Mercier entre 2003 et 2008 et est aujourd'hui un avocat constitutionnaliste reconnu.
- Fédération étudiante de l'Université de Sherbrooke (FEUS)
  - Mélanie Lemay, Vice-présidente au développement durable et aux affaires locales et communautaires Été 2015 à Hiver 2017, est lauréate du prix Hommage 40 ans de la Charte de la Commission des droits de la personne et des droits de la jeunesse[34].